# Antonis Samarakis
Antonis Samarakis (16 de agosto de 1919, Atenas - 8 de agosto de 2003)  foi um escritor grego. Eram obras incomuns para a literatura grega. Samarakis teve maior sucesso na Europa continental, principalmente na Alemanha, Escandinávia e França.
Estudou direito na Universidade de Atenas e foi funcionário do Ministério do Trabalho grego onde renunciou em 1936, na mesma altura que o general Ioánnis Metaxás criou uma ditadura militar, emprego para onde voltaria em em 1945. Aquando da ocupação nazi, fez-se membro do Solidariedade Nacional, antecedente da principal organização esquerdista de resistência, a Frente de Libertação Nacional. Em 1944 chegou a ser condenado pela sua oposição ao regime, mas foi capaz de escapar e de esconder.
Ele já escrevia poesias para revistas literárias e antologias, mas se virou para a ficção em 1950 com a sua coleção de breves histórias, Ziteitai Elpis, em 1954. Estas obras falavam de histórias do quotidiano.
A sua obra To Lathos do ano 1965, conseguiu prever a ditadura militar que rapidamente seria instalada. Este livro recebeu prémios dos Doze, na Grécia, no ano de 1966 e do Grand Prix de la Littérature Policière na França, em 1970. Foi igualmente transformado em um filme de sucesso de Peter Fleischmann no ano 1974.
Samarakis representou a Grécia em conferências da Organização Internacional do Trabalho e da Unesco onde também participou em missões. Foi igualmente um embaixador da boa vontade da Unicef, organizou um parlamento juvenil anual na Grécia, e no ano de 1991, foi escolhido para embaixador cultural da sua nação na Médicos Sem Fronteiras.
A sua mulher chama-se Eleni.